# Gaetano Parente, V principe di Castel Viscardo
Gaetano Parente, V principe di Castel Viscardo, noto anche come Il principe di Capri (Aversa, 10 giugno 1909 – Capri, 20 luglio 1976), è stato un nobile italiano.
Noto per essere un dandy, fu proprietario di Villa Monte San Michele a Capri ed uno dei protagonisti della vita mondana dell'isola di Capri negli anni '50 del Novecento.

## Biografia
Nacque a Aversa nel 1909, Gaetano era figlio del marchese Errico Parente, nobile napoletano, e della principessa Maria Imperiali di Francavilla.
Il 18 gennaio 1937 sposò a Roma la principessa Myriam Spada Veralli Potenziani, unica figlia ed erede del nobile romano Ludovico Spada Veralli Potenziani, IV principe di Castel Viscardo. Su concessione del suocero divenne ex uxore principe di Castel Viscardo, titolo che gli venne infine riconosciuto con Regio decreto motu proprio del 10 giugno 1940 a titolo personale in successione alla casata degli Spada Veralli Potenziani.
Nel 1950 divorziò dalla moglie e fece annullare le proprie nozze il 26 gennaio di quello stesso anno sposando il 12 aprile presso la cappella privata di Welbeck Abbey la nobildonna inglese lady Victoria Margaret Cavendish Bentinck, figlia di William Cavendish-Bentinck, VII duca di Portland e di Ivy Gordon-Lennox, la quale morirà però improvvisamente nel 1955. Da questo matrimonio nacque l'unico figlio William Henry Marcello Parente (Londra, 18 febbraio 1951).
In seguito alla morte, avvenuta nel 1990, di Victor Cavendish-Bentinck, la linea maschile dei Duchi di Portland si estinse. Gran parte del patrimonio di questa famiglia (compresa la grandiosa Welbeck Abbey) passò a William Henry Marcello Parente quando anche l'altra figlia del VII Duca, Alexandra Margaret Anne Cavendish-Bentinck, morì senza discendenti nel 2008. 
Dal 1955, ad ogni modo, la vita di Gaetano si concentrò essenzialmente sulla sua residenza di Villa Monte San Michele a Capri (da non confondere con la Villa San Michele di Axel Munthe ad Anacapri), divenendo un protagonista indiscusso della vita mondana dell'isola di Capri nonché noto dandy.

## Ascendenza
|                                                |                                          |                                                           | Genitori                                                       |  |  | Nonni |  |  | Bisnonni       |  |  | Trisnonni |  |
|                                                |                                          |                                                           |                                                                |  |  |       |  |  | Nicola Parente |  |  | …         |  |
|                                                |                                          |                                                           |                                                                |  |  |       |  |  | Nicola Parente |  |  | …         |  |
|                                                |                                          | …                                                         |                                                                |  |  |       |  |  | Nicola Parente |  |  |           |  |
| Gaetano Parente                                |                                          |                                                           |                                                                |  |  |       |  |  | Nicola Parente |  |  |           |  |
|                                                |                                          | …                                                         | …                                                              |  |  |       |  |  |                |  |  |           |  |
|                                                |                                          | …                                                         | …                                                              |  |  |       |  |  |                |  |  |           |  |
|                                                |                                          | …                                                         | …                                                              |  |  |       |  |  |                |  |  |           |  |
| Errico Parente, marchese                       |                                          | …                                                         |                                                                |  |  |       |  |  |                |  |  |           |  |
|                                                |                                          | Andrea de Ferraris                                        | …                                                              |  |  |       |  |  |                |  |  |           |  |
|                                                |                                          | Andrea de Ferraris                                        | …                                                              |  |  |       |  |  |                |  |  |           |  |
|                                                |                                          | Andrea de Ferraris                                        | …                                                              |  |  |       |  |  |                |  |  |           |  |
| Giulia de Ferraris                             |                                          | Andrea de Ferraris                                        |                                                                |  |  |       |  |  |                |  |  |           |  |
|                                                |                                          | Enrichetta Urga                                           | …                                                              |  |  |       |  |  |                |  |  |           |  |
|                                                |                                          | Enrichetta Urga                                           | …                                                              |  |  |       |  |  |                |  |  |           |  |
|                                                |                                          | Enrichetta Urga                                           | …                                                              |  |  |       |  |  |                |  |  |           |  |
| Gaetano Parente, V principe di Castel Viscardo |                                          | Enrichetta Urga                                           |                                                                |  |  |       |  |  |                |  |  |           |  |
|                                                | Carlo Imperiali di Francavilla, principe | Vincenzo Maria Teodoro Imperiali di Francavilla, principe |                                                                |  |  |       |  |  |                |  |  |           |  |
|                                                | Carlo Imperiali di Francavilla, principe | Vincenzo Maria Teodoro Imperiali di Francavilla, principe |                                                                |  |  |       |  |  |                |  |  |           |  |
|                                                | Carlo Imperiali di Francavilla, principe | Maria Antonia Cattaneo di Sannicandro                     |                                                                |  |  |       |  |  |                |  |  |           |  |
| Edoardo Imperiali di Francavilla, principe     | Carlo Imperiali di Francavilla, principe |                                                           |                                                                |  |  |       |  |  |                |  |  |           |  |
|                                                |                                          | Giuseppina Marulli                                        | Sebastiano Marulli, VI duca d'Ascoli                           |  |  |       |  |  |                |  |  |           |  |
|                                                |                                          | Giuseppina Marulli                                        | Sebastiano Marulli, VI duca d'Ascoli                           |  |  |       |  |  |                |  |  |           |  |
|                                                |                                          | Giuseppina Marulli                                        | Carolina Berio, principessa di Faggiano                        |  |  |       |  |  |                |  |  |           |  |
| Maria Imperiali di Francavilla                 |                                          | Giuseppina Marulli                                        |                                                                |  |  |       |  |  |                |  |  |           |  |
|                                                |                                          | Michele Caracciolo, V duca di Soreto                      | Pasquale Caracciolo, IV duca di Soreto                         |  |  |       |  |  |                |  |  |           |  |
|                                                |                                          | Michele Caracciolo, V duca di Soreto                      | Pasquale Caracciolo, IV duca di Soreto                         |  |  |       |  |  |                |  |  |           |  |
|                                                |                                          | Michele Caracciolo, V duca di Soreto                      | Marianna Caracciolo di Sant'Eramo                              |  |  |       |  |  |                |  |  |           |  |
| Maria Alicia Caracciolo                        |                                          | Michele Caracciolo, V duca di Soreto                      |                                                                |  |  |       |  |  |                |  |  |           |  |
|                                                |                                          | Giovanna Capece Minutolo di San Valentino                 | Vincenzo Capece Minutolo di San Valentino, marchese di Bugnano |  |  |       |  |  |                |  |  |           |  |
|                                                |                                          | Giovanna Capece Minutolo di San Valentino                 | Vincenzo Capece Minutolo di San Valentino, marchese di Bugnano |  |  |       |  |  |                |  |  |           |  |
|                                                |                                          | Giovanna Capece Minutolo di San Valentino                 | Alice Higgins                                                  |  |  |       |  |  |                |  |  |           |  |
|                                                |                                          | Giovanna Capece Minutolo di San Valentino                 |                                                                |  |  |       |  |  |                |  |  |           |  |